# حسين علوان
حسين علوان علي  كاتب وفنان عراقي.

## ولادته ونشأته
ولد في مدينة خانقين شرق العراق عام 1960. أكمل دراسته الابتدائية والمتوسطة في مدارسها وساهم في تقديم مسرحيات عديدة في محافلها الثقافية خلال النصف الأول من السبعينات.
درس الفنون المسرحية في معهد الفنون الجميلة في بغداد عام 1980 وشارك ممثلا في العديد من المسرحيات التي قدمها طلاب المعهد من المطبقين خلال النصف الثاني من السبعينات.
نال المركز الأول في الدراسة العملية حول أطروحته المسرحية الموسومة (أيدي يوريدس من تأليف الكاتب البرازيلي بدرو بلوك).

## عمله
عمل مدرسا للرسم والتربية الفنية في المدارس العراقية حتى عام 1993. ثم اختار الهجرة عن البلاد بسبب الاضطهاد من قبل السلطات فرحل إلى الأردن عام 1993 ليبدأ حياة الغربة التي امتدت حتى الساعة.
- ينشط ثقافيا وفنيا في مجالات مختلفة ويمارس الكتابة والتأليف والنشر
- أسس ويحرر ويدير الموقع الثقافي المستقل (المناهل) www.al-manahel.net
- يقيم في الولايات المتحدة الأمريكية منذ عام 2001
- يمارس الرسم ويهتم بالفن التشكيلي
- عمل مذيعا ومعدا للبرامج في إذاعة المستقبل المعارضة لنظام صدام / عمان / 2001 – 1996
- دَرّس فنون الزخرفة الشرقية في البيت العراقي/ بافلو/ نيويورك

### أعماله الفنية
- شارك ممثلا في العديد من المسرحيات مثل:
  - سمك عسير الهضم / بغداد / 1977
  - القرد الكثيف الشعر / بغداد / 9771
  - عنترة / بغداد / 1978
  - الهجين/ بغداد / 1979
  - القبعات والواحد / بغداد / 1980
  - فصل بلا كلمات / بغداد 1981
  - الجاحد/ بغداد / 1981
- اخرج المسرحيات الآتية:
  - أيدي يوريدس / بغداد / معهد الفنون الجميلة / أطروحة التخرج
  - سوناتا الركام / بغداد / برعاية الفرقة السيمفونية العراقية/ قاعة الرباط / 1992
  - رامبو الأزهار والألم / برعاية المركز الثقافي الفرنسي ودارة الفنون/ عمان / 1995
  - سوناتا الركام / قاعة الفينينق / عمان / 1996.

## المعارض التي شارك فيها
- معرض مشترك حول المقابر الجماعية / جامعة جورج واشنطن / واشنطن / 2003
- معرض مشترك في جمعية دار السلام العراقية/ مقاطعة فيرفاكس/ فرجينيا/ 2006
- معرض مشترك لجمع التبرعات إلى فقراء العراق عام 2006 في واشنطن برعاية المعهد العراقي في واشنطن
- معرض مشترك لجمع التبرعات إلى فقراء العراق عام 03و 2007 في واشنطن برعاية المعهد العراقي في واشنطن

## مؤلفاته
صدر له عن الوكالة العربية للصحافة والنشر في القاهرة، كتاب (سوناتا الركام) وهو مجموعة من المسرحيات ذوات الفصل الواحد / 2004.